# Brandon Young
Brandon Tyler Young (Baltimora, 16 novembre 1991) è un cestista statunitense naturalizzato bulgaro.

## Palmarès

### Club
- Campionato svizzero: 1

Monthey: 2016-17
- Coppa di Lega: 1

Monthey: 2016
- Coppa di Bulgaria: 1

Levski Sofia: 2020
- Supercoppa di Bulgaria: 1

Levski Sofia: 2020

### Individuale
- MVP Finali Campionato svizzero: 1

2016-17